# British Home Championship 1930/31
Die British Home Championship 1930/31 war die 43. Auflage des im Round-Robin-System ausgetragenen Fußballwettbewerbs zwischen den vier britischen Nationalmannschaften von England, Irland (ab 1950/51 Nordirland), Schottland und Wales.
| Pl.                                            | Nationalmannschaft | Sp. | S | U | N | Tore    | Punkte |
| ---------------------------------------------- | ------------------ | --- | - | - | - | ------- | ------ |
| 1.                                             | England            | 3   | 2 | 0 | 1 | 009:300 | 04:20  |
| 2.                                             | Schottland         | 3   | 1 | 2 | 0 | 003:100 | 04:20  |
| 3.                                             | Wales              | 3   | 1 | 1 | 1 | 004:700 | 03:30  |
| 4.                                             | Irland             | 3   | 0 | 1 | 2 | 003:800 | 01:50  |
| England und Schottland teilten sich den Titel. |                    |     |   |   |   |         |        |

|                                                  |   |            |           |
| 20. Oktober 1930 in Sheffield (Bramall Lane)     |   |            |           |
| England                                          | – | Irland     | 5:1 (5:0) |
| 25. Oktober 1930 in Glasgow (Ibrox Park)         |   |            |           |
| Schottland                                       | – | Wales      | 1:1 (1:1) |
| 22. November 1930 in Wrexham (Racecourse Ground) |   |            |           |
| Wales                                            | – | England    | 0:4 (0:2) |
| 21. Februar 1931 in Belfast (Windsor Park)       |   |            |           |
| Irland                                           | – | Schottland | 0:0       |
| 28. März 1931 in Glasgow (Hampden Park)          |   |            |           |
| Schottland                                       | – | England    | 2:0 (0:0) |
| 22. April 1931 in Wrexham (Racecourse Ground)    |   |            |           |
| Wales                                            | – | Irland     | 3:2 (2:0) |